# Хуанлин
Хуанли́н (кит. упр. 黄陵, пиньинь Huánglíng, буквально: «могила Жёлтого императора») — уезд городского округа Яньань провинции Шэньси (КНР).

## История
В эпоху Вёсен и Осеней эти места вошли в состав царства Цзинь, а после того, как три семьи разделили Цзинь — оказалась в составе царства Вэй. Впоследствии царство Вэй было завоёвано царством Цинь, создавшим в итоге первую в истории Китая централизованную империю. В империи Цинь эти земли были подчинены округу Шанцзюнь (上郡), а при империи Западная Хань был создан уезд Дидао (翟道县). Во времена диктатуры Ван Мана он был переименован в Хуаньсянь (涣县), но при империи Восточная Хань ему было возвращено прежнее название. В 189 году эти места были захвачены гуннами, и надолго перешли под власть кочевников.
Во времена империи Восточная Цзинь гунны создали здесь государство Великое Ся. При империях Ранняя Цинь и Поздняя Цинь здесь существовал уезд Чжунбу (中部县), впоследствии расформированный. В 427 году эту территорию захватили войска Северной Вэй. В 451 году опять были созданы уезды Чжунбу и Дидао (狄道县). При империи Северная Чжоу уезд Дидао был переименован в Лижэнь (利人县), а затем расформирован.
При империи Суй из-за практики табу на имена, чтобы избежать использования иероглифа «чжун», читающегося точно так же, как личное имя императора, в 581 году уезд Чжунбу был переименован в Нэйбу (内部县). При империи Тан в 619 году уезду было возвращено название Чжунбу.
С 1934 года в этих местах появились войска коммунистов, которые начали создавать собственные органы управления. В 1944 году гоминьдановскими властями уезд Чжунбу был переименован в Хуанлин.
В 1950 году был создан Специальный район Яньань (延安专区), и уезд вошёл в его состав. В 1958 году уезд Ицзюнь был присоединён к уезду Хуанлин, но в 1961 году был воссоздан. В 1969 году Специальный район Яньань был переименован в округ Яньань (延安地区). В 1996 году постановлением Госсовета КНР были расформированы округ Яньань и город Яньань, и образован городской округ Яньань.

## Административное деление
Уезд делится на 1 уличный комитет и 5 посёлков.

## Достопримечательности
- Мавзолей Хуан-ди